# Peer Jürgens

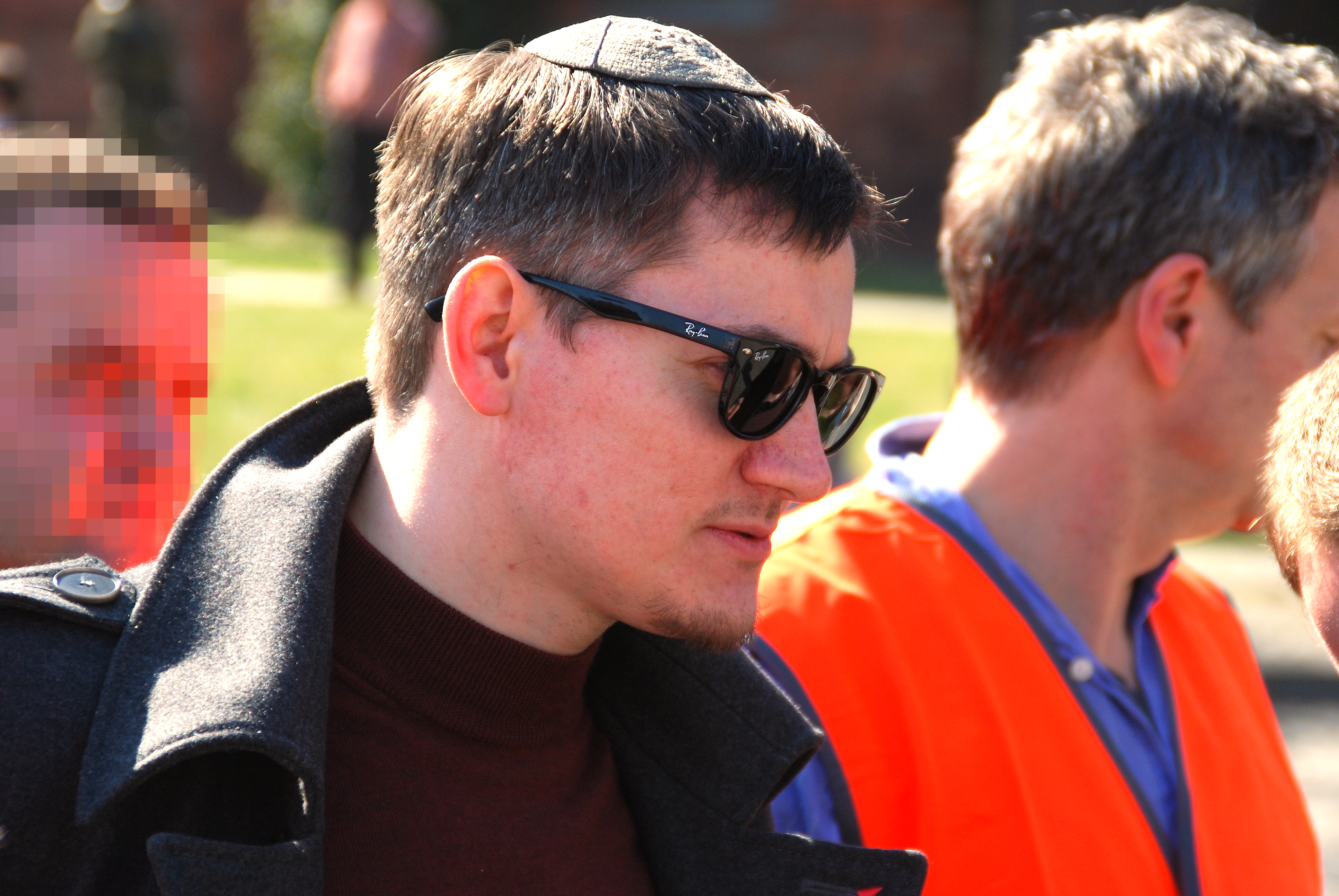

Peer Jürgens (* 2. Juli 1980 in Ost-Berlin) ist ein deutscher Politiker (Die Linke). Er war von 2004 bis 2014 Abgeordneter im Landtag Brandenburg.

## Leben und Beruf
Peer Jürgens wurde in Berlin-Köpenick geboren. 2000 schloss er in Erkner die Schule mit dem Abitur ab. Im Anschluss leistete er seinen Zivildienst bei der israelitischen Synagogen-Gemeinde „Adass Jisroel“ in Berlin. 
Von Oktober 2001 bis Januar 2011 studierte Jürgens Politikwissenschaften und Jüdische Studien an der Universität Potsdam.
Seit September 2023 ist Peer Jürgens am Gymnasium Carolinum Bernburg als Deutsch- und Wirtschaftslehrer tätig.

## Partei
2002 wurde er Mitglied der PDS. Jürgens war bis 2015 Vorsitzender des Kreisverbandes Oder-Spree der Partei Die Linke und Mit-Initiator des brandenburgischen Landesverbands der innerparteilichen Strömung Forum demokratischer Sozialismus.

## Abgeordneter
Peer Jürgens zog bei der Landtagswahl am 19. September 2004 über die Landesliste in den Landtag Brandenburg ein. Er war hochschulpolitischer Sprecher der Fraktion Die Linke und Mitglied des Ausschusses für Wissenschaft, Forschung und Kultur. Seit 2010 war er außerdem Mitglied in der Enquetekommission "Aufarbeitung der Geschichte und Bewältigung von Folgen der SED-Diktatur und des Übergangs in einen demokratischen Rechtsstaat im Land Brandenburg". 2009 erreichte Jürgens über das Direktmandat im Landtagswahlkreis Oder-Spree III den Wiedereinzug in den Landtag. Jürgens war seit 1998 auch Stadtverordneter in Erkner, schied nach Umzug aber aus der Stadtverordnetenversammlung aus. Seit 2008 ist er Mitglied im Kreistag Oder-Spree. Nach der Landtagswahl in Brandenburg 2014 schied er aus dem Landtag aus.
Am 18. Oktober 2016 begann vor dem Amtsgericht Potsdam ein Strafprozess gegen Jürgens. Die Staatsanwaltschaft wirft ihm Betrug und Wahlfälschung vor, weil er mit falschen Angaben zu seinen Wohnsitzen vom Landtag rechtswidrig knapp 87.000 Euro Fahrtkostenerstattungen und Mietzuschüsse sowie die Wählbarkeit zum Kreistag von Oder-Spree erlangt habe.
Am 13. Februar 2017 wurde P. Jürgens vom Landgericht Berlin wegen schweren Betruges zu 1 Jahr und 2 Monaten auf Bewährung verurteilt. Die daraufhin erfolgte Kündigung auch als Mitarbeiter der Landtagsfraktion ist nach einem Gerichtsurteil rechtens.